# Gotthard Helfried Weltz
Gotthard Helfried, hrabia Weltz (ur. 1654, zm. 1724) – austriacki dyplomata.
Miał tytuł radcy dworu Rzeszy (Reichshofrat)
Był posłem (envoyé) Austrii w  Sztokholmie w latach 1700–1702, a w okresie 1705–1711 gubernatorem belgijskiego (Niderlandy Austriackie) miasta Liège.